# You've Got a Habit of Leaving
Singles par David Bowie
I Pity the Fool
(mars 1965) Can't Help Thinking About Me
(janvier 1966)
You've Got a Habit of Leaving est une chanson écrite et composée par David Bowie. Enregistrée avec le groupe The Lower Third, elle est sortie en single en août 1965 sous le nom de « Davy Jones ».

## Histoire
You've Got a Habit of Leaving est l'une des premières chansons enregistrées en démo par David Bowie au début des années 1960. Il s'efforce en vain de convaincre d'autres artistes de la chanter. Avec son groupe The Lower Third, il entre aux studios IBC en juillet 1965 pour l'enregistrer sous la houlette du producteur américain Shel Talmy, qui bénéficie d'une solide réputation pour son travail sur les premiers singles des Kinks et des Who. Talmy fait appel au pianiste Nicky Hopkins pour accompagner le groupe durant l'enregistrement de la chanson et de sa face B, une autre composition de Bowie appelée Baby Loves That Way qui s'inspire du son de Herman's Hermits,.
Parlophone publie le 45 tours You've Got a Habit of Leaving / Baby Loves That Way le 20 août 1965. Il est crédité au seul « Davy Jones » (Bowie n'a pas encore adopté son pseudonyme définitif à l'époque), pour le plus grand mécontentement des membres de The Lower Third. Comme tous les singles de Bowie jusqu'à Space Oddity (1969), c'est un échec commercial. Ses deux faces sont reprises sur la compilation de 1991 Early On (1964–1966).
You've Got a Habit of Leaving témoigne de l'influence des Who sur l'écriture de Bowie à ce stade de sa carrière, en particulier leur premier single I Can't Explain, également produit par Talmy. Le jour même de sa sortie, alors que The Lower Third répète pour son concert du soir au Pavilion Ballroom de Bournemouth, ils sont interrompus par le guitariste des Who Pete Townshend, qui leur fait remarquer de manière peu amène à quel point leurs chansons ressemblent aux siennes.
Dans le cadre du projet Toy, Bowie enregistre de nouvelles versions de You've Got a Habit of Leaving et Baby Loves That Way en 2000 avec le producteur Mark Plati. Avant la sortie posthume de cet album en 2021, ces deux titres figurent en face B de certaines éditions des singles Slow Burn et Everyone Says 'Hi', parus en 2002, ainsi que dans l'édition de luxe japonaise de l'album Heathen parue en 2007.

## Fiche technique

### Titres
Toutes les chansons sont écrites et composées par Davy Jones.
| 1. | You've Got a Habit of Leaving | 2:32 |
| 2. | Baby Loves That Way           | 3:03 |

### Interprètes
- Davy Jones : chant, harmonica
- The Lower Third :
  - Denis Taylor : guitare, chœurs
  - Graham Rivens : basse
  - Phil Lancaster : batterie
- Nicky Hopkins : piano
- Leslie Conn, Glyn Johns, Shel Talmy : chœurs[6]

### Équipe de production
- Shel Talmy : producteur
- Glyn Johns : ingénieur du son[6]